# Zmarli w roku 1994
Lista osób zmarłych w 1994:

## styczeń 1994
- 1 stycznia:
  - Ryszarda Hanin, polska aktorka[1]
  - Arthur Porritt, nowozelandzki lekarz, lekkoatleta, działacz sportowy i polityk[2]
- 18 stycznia – Rolf Singer, niemiecki mykolog[3]
- 26 stycznia – Lejaren Hiller, amerykański kompozytor i chemik[4]
- 29 stycznia – Ulrike Maier, austriacka narciarka alpejska, mistrzyni świata[5]

## luty 1994
- 1 lutego – Hubert Kessler, węgierski geograf, geolog, hydrolog krasu, speleolog[6]
- 2 lutego:
  - Roberto Balado, kubański bokser, mistrz olimpijski[7]
  - Marija Gimbutienė, litewska archeolog[8]
- 5 lutego – Joachim Halupczok, polski kolarz, amatorski mistrz świata w kolarstwie szosowym[9]
- 7 lutego – Witold Lutosławski, polski artysta kompozytor[10]
- 15 lutego – Wacław Korabiewicz, polski pisarz, podróżnik, autor prac etnograficznych[11]
- 19 lutego – Derek Jarman, brytyjski reżyser filmowy[12]
- 26 lutego – Bill Hicks, amerykański komik, muzyk i satyryk[13]
- 28 lutego – Wiesław Wiśniewski, polski astronom[14]

## marzec 1994
- 3 marca – Karel Kryl, czeski pieśniarz, poeta, grafik[15]
- 5 marca – Jan Dobraczyński, polski pisarz[16]
- 9 marca – Charles Bukowski, amerykański pisarz[17]
- 14 marca – Jadwiga Szajna-Lewandowska, polska pianistka, kompozytorka i pedagożka[18]
- 23 marca:
  - Giulietta Masina, włoska aktorka filmowa[19]
  - Álvaro del Portillo, prałat Opus Dei, błogosławiony[20]
- 28 marca – Eugène Ionesco, francuski dramaturg pochodzenia rumuńskiego[21]

## kwiecień 1994
- 3 kwietnia – Armand Vetulani, polski krytyk, kurator i historyk sztuki[22]
- 5 kwietnia – Kurt Cobain, amerykański wokalista i lider Nirvany popełnił samobójstwo[23]
- 6 kwietnia:
  - Juvénal Habyarimana, prezydent Ruandy[24]
  - Cyprien Ntaryamira, prezydent Burundi[25]
- 18 kwietnia:
  - Belo Kapolka, słowacki pisarz, taternik, nosicz i kierownik tatrzańskich schronisk[26]
  - Jerzy Ozdowski, polski ekonomista, polityk, wicemarszałek Sejmu PRL[27]
- 22 kwietnia – Richard Nixon, prezydent Stanów Zjednoczonych[28]
- 26 kwietnia – Masutatsu Oyama, koreański mistrz sztuk walki, twórca stylu Kyokushin (karate)[29]
- 30 kwietnia – Roland Ratzenberger, austriacki kierowca wyścigowy[30]

## maj 1994
- 1 maja – Ayrton Senna, brazylijski kierowca wyścigowy, mistrz świata Formuły 1[31]
- 4 maja:
  - Heinrich Homann, niemiecki polityk[32]
  - Wanda Zawidzka-Manteuffel, polska graficzka, plakacistka, projektantka wyrobów ze szkła, ceramiki i tkanin[33]
- 9 maja – Anni Albers, amerykańska projektantka tkanin, graficzka, wykładowczyni na Bauhausie i Black Mountain College[34]
- 19 maja:
  - Tadeusz Gliwic, polski ekonomista i działacz społeczny, wolnomularz, Wielki Mistrz Wielkiej Loży Narodowej Polski[35]
  - Jacqueline Kennedy Onassis, żona prezydenta Stanów Zjednoczonych Johna F. Kennedy’ego, a następnie greckiego armatora Aristotelesa Onassisa[36]
  - Luis Ocaña, hiszpański kolarz[37]
- 22 maja – Eligia Bąkowska, polska tłumaczka, redaktor, nauczycielka[38]
- 29 maja – Erich Honecker, niemiecki polityk komunistyczny, przywódca NRD w latach 1971–1989[39]

## czerwiec 1994
- 2 czerwca – Walenty Szwajcer, odkrywca szczątków prehistorycznej osady kultury łużyckiej w Biskupinie[40]
- 14 czerwca – Henry Mancini, amerykański kompozytor i aranżer, autor muzyki filmowej[41]
- 16 czerwca:
  - Jochanan Bader (hebr.: יוחנן בדר), izraelski prawnik, dziennikarz i polityk[42]
  - Kristen Pfaff, basistka zespołu Hole[43]
- 19 czerwca – Tadeusz Kondrat, polski aktor[44]
- 20 czerwca – Jay Miner, amerykański projektant multimedialnych procesorów, założyciel przedsiębiorstwa Amiga[45]
- 29 czerwca – Jack Unterweger, austriacki dziennikarz, pisarz i seryjny morderca[46]

## lipiec 1994
- 1 lipca – Helena Grossówna, polska tancerka oraz aktorka teatralna i filmowa[47]
- 2 lipca – Andrés Escobar, kolumbijski piłkarz[48]
- 8 lipca – Kim Ir Sen, przywódca komunistycznej Korei Północnej[49]
- 12 lipca – Irena Krzywicka, polska feministka, pisarka, publicystka i tłumaczka[50]
- 14 lipca – Robert Jungk, austriacki publicysta, zajmujący się futurologią[51]
- 16 lipca – Julian Schwinger, amerykański fizyk, laureat Nagrody Nobla w dziedzinie fizyki[52]
- 28 lipca – George D. Gangas, amerykański Świadek Jehowy pochodzenia greckiego, członek Ciała Kierowniczego[53]
- 30 lipca – Ryszard Riedel, polski wokalista blues-rockowy, wokalista zespołu Dżem, mistrz harmonijki ustnej[54]

## sierpień 1994
- 14 sierpnia:
  - Elias Canetti, szwajcarski pisarz, poeta, dramaturg, tłumacz, eseista i socjolog[55]
  - Stanisław Gucwa, polski polityk, marszałek Sejmu[56]
- 18 sierpnia – Richard Synge, angielski biochemik, laureat Nagrody Nobla[57]
- 19 sierpnia:
  - Ladislav Fuks, czeski prozaik[58]
  - Linus Pauling, amerykański fizyk i chemik, noblista[59]

## wrzesień 1994
- 3 września – Billy Wright, angielski piłkarz[60]
- 8 września – Margaret Guido, angielska archeolog[61]
- 17 września – Karl Popper, angielski filozof[62]
- 23 września – Zbigniew Nienacki (właściwie Nowicki), polski pisarz[63]

## październik 1994
- 3 października – Heinz Rühmann, niemiecki aktor[64]
- 5 października – Nini Rosso, włoski trębacz i kompozytor jazzowy[65]
- 10 października – Sheikh Mohammed Sultan, banglijski malarz[66]
- 19 października – Martha Raye, amerykańska aktorka i piosenkarka[67]
- 20 października – Burt Lancaster, amerykański aktor filmowy, reżyser i scenarzysta[68]
- 24 października – Raúl Juliá, amerykański aktor[69]
- 26 października – Ludwik Kalkstein, literat, żołnierz konspiracji, agent Gestapo w Armii Krajowej[70]
- 28 października – Zygmunt Skibniewski, architekt, urbanista, profesor Politechniki Warszawskiej[71]

## listopad 1994
- 4 listopada – Sam Francis, amerykański malarz[72]
- 10 listopada – Ija Lazari-Pawłowska, etyk, filozof, autorka prac z metaetyki i etyki[73]
- 12 listopada – Wilma Rudolph, amerykańska lekkoatletka, sprinterka, trzykrotna mistrzyni olimpijska[74]
- 13 listopada – Wołodymyr Iwaszko, radziecki działacz partyjny i państwowy, p.o. sekretarza generalnego KC KPZR[75]
- 18 listopada – Me’ir Talmi, izraelski polityk[76]
- 23 listopada – Sławomir Siejka, polski dziennikarz i prezenter telewizyjny[77]
- 28 listopada – Jeffrey Dahmer, seryjny morderca[78]
- 30 listopada – Guy Debord, francuski pisarz, filozof, myśliciel polityczny, filmowiec[79]

## grudzień 1994
- 8 grudnia:
  - Antônio Carlos Jobim, brazylijski muzyk, kompozytor, aranżer, wokalista oraz jeden z twórców stylu bossa nova[80]
  - Kazimierz Marczyński, porucznik Wojska Polskiego, kawaler Virtuti Militari[81]
- 11 grudnia – Stanisław Maczek, polski wojskowy, generał[82]
- 12 grudnia – Stuart Roosa, amerykański astronauta[83]
- 13 grudnia – Olga Rubcowa (ros. Ольга Николаевна Рубцова), rosyjska szachistka, mistrzyni świata[84]
- 18 grudnia – Jadwiga Korczakowska, polska pisarka, poetka, autorka wierszy, opowiadań i książek dla dzieci[85]
- 24 grudnia – John Boswell, amerykański mediewista, autor książki Chrześcijaństwo, tolerancja społeczna i homoseksualność[86]